# 阿塞拜疆共和国国家石油公司
阿塞拜疆共和国国家石油公司，是阿塞拜疆完全国有的国家石油和天然气公司，总部设在首都巴库。该公司控制并生产里海阿塞拜疆部分的陆上和海上油田生产石油和天然气，并经营着该国唯一的炼油厂、一个天然气加工厂，并在全国范围内经营数条石油和天然气出口管道。该公司在阿塞拜疆、土耳其、格鲁吉亚、乌克兰、罗马尼亚和瑞士拥有SOCAR品牌的燃料加油站网络。

## 沿革

### 苏联时期

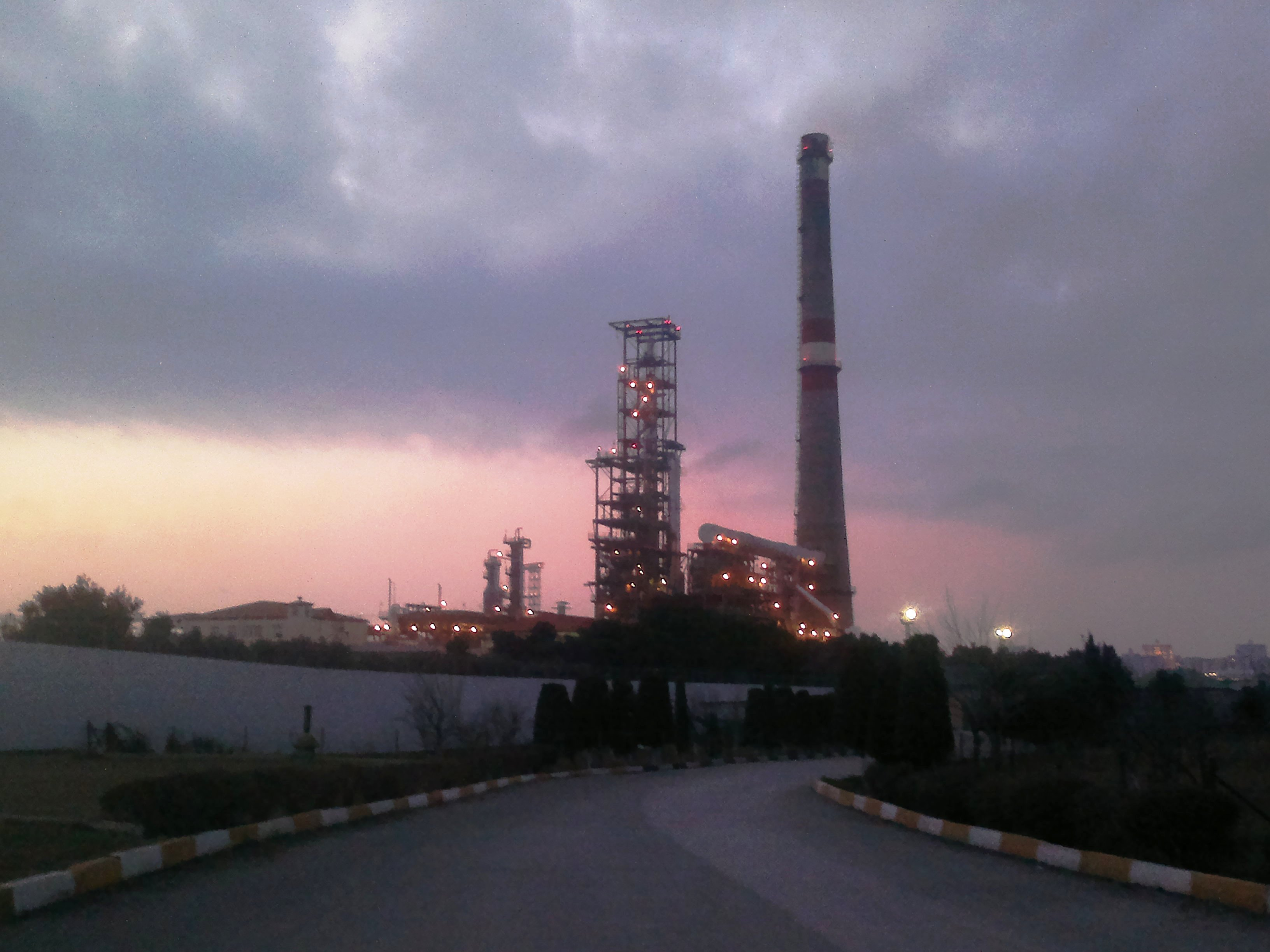
公司旗下的盖达尔·阿利耶夫·巴库炼油厂

阿塞拜疆共和国国家石油公司前身是阿塞拜疆石油公司（Azneft）。十月革命后，苏联对阿塞拜疆石油工业实施国有化，并整合了当地的石油企业、成立了阿塞拜疆石油公司，先后隶属于前苏联和阿塞拜疆苏维埃社会主义共和国的不同组织；根据不同时期的组织形式，该公司名称陆续经历了Azerneftkomite、Azerneftkombinat（后来分为‎、Azerneftzavodlar和Azerneftmashingayirma syndicates）和Azerneftchikharma syndicates等等变动。1954-1959年的阿塞拜疆苏维埃社会主义共和国的石油工业部，以及1965-1970年的阿塞拜疆苏维埃社会主义共和国的石油生产工业部均是在该公司基础上成立。1970年8月，该公司被重新命名为“‎”。

### 阿塞拜疆独立后
随着阿塞拜疆共和国独立，新诞生的国家于1991年12月3日成立Azerineft State Concern。1992年9月13日，根据时任阿塞拜疆总统阿布法兹·埃利奇别伊的命令，阿塞拜疆的两家国家石油公司Azerineft State Concern和Azerneftkimiya Production Association合并成立阿塞拜疆共和国国家石油公司（SOCAR）。1994年，陆上和海上油气生产协会（Onshore and Offshore Oil and Gas Production Association）作为阿塞拜疆国家石油公司的组成而成立。2003年，陆上和海上油气生产协会并入新成立的Azneft Production Union。
2005年12月，巴库炼油厂前厂长、阿塞拜疆议会议员罗夫纳格·阿卜杜勒拉耶夫接替纳蒂格·阿里耶夫被任命为SOCAR的总裁。纳蒂格·阿里耶夫则被任命为阿塞拜疆工业和能源部长。

## 运营

### 上游运营
SOCAR主要经营阿塞拜疆陆上和海上油气田的勘探、准备、开采，以及对石油、天然气、凝析油和其他相关产品的运输、加工、提炼和销售。该公司目前正在勘探的最大油田是沙法格·阿西曼气田，该项目是SOCAR与英国石油公司合作勘探。公司还拥有阿布歇隆气田，该油田是由公司分别与英国石油公司、道达尔公司合作勘探。
2010年10月，SOCAR和英国石油公司签署了关于开发和联合勘探沙法格·阿西曼气田的生产合作协议。2014年12月，SOCAR与英国石油公司签署了共同勘探和开发浅水阿布什伦半岛周围浅水区域的工程。此外，SOCAR在乌米德气田和布拉德尼兹气田自行勘探。2016年，SOCAR建造了新的18号平台，并在同年生产了62.7億桶（9.97億立方米）天然气。
阿塞拜疆拥有57个油田，其中18个离岸油田位于里海的阿塞拜疆部分。SOCAR公司收入的主要部分来自巨大的阿塞拜疆-奇拉格-古内什利石油综合体和沙阿德尼兹气田。
1994年9月，SOCAR与以BP为首的外国石油公司签订了一份生产共享协议（PSA），对阿塞拜疆-奇拉格-古内什利石油综合体进行为期30年的开发，该协议后来被称为“世纪合同”（Contract of the Century）。两年后，沙阿德尼兹气田共同开发协议签署。截至2014年，SOCAR持有11.6%的ACG股份和16.7%的沙阿德尼兹股份。此外，SOCAR自行经营一些陆上油田，这是国内供应的主要来源。2013年，阿塞拜疆生产了4348万吨（3.1874亿桶）石油，其中831万吨（6095万桶）属于SOCAR。在同一时期，阿塞拜疆的天然气产量达到了294.6亿立方米的历史新高，其中SOCAR的股份占71.4亿立方米。
2017年12月23日，SOCAR与英国石油公司领导的财团签署了SOCAR之间的阿塞拜疆-奇拉格-古内什利石油综合体的未来开发意向书。根据2017年9月14日签署的修正版《阿泽里-奇拉格-深水古纳什利生产共享协议》，该油田的开发将持续到2050年，SOCAR在ACG中的股权份额将增加。BP集团首席执行官鲍勃·杜德利称其为“新世纪的合同”。
2019年4月19日，SOCAR总裁罗夫纳格·阿卜杜拉耶夫和英国石油公司的阿塞拜疆、格鲁吉亚和土耳其区域总裁加里·约翰斯签署了一份价值60亿美元的合同。签约仪式上通过了关于阿泽里中东部（ACE）平台的最终投资决定，该平台计划在阿泽里-奇拉格-古纳什利（ACG）综合体上建设。建设计划于2019年开始、2022年中期完成。

### 管道作业
SOCAR在阿塞拜疆的两条平行运行的主要出口管道中占有一定份额：巴库-第比利斯-杰伊汉管道和南高加索管道。

阿塞拜疆的主要石油输出管道

这些石油管道将阿塞拜疆-奇拉格-古内什利石油综合体和沙阿德尼兹气田的碳氢化合物从位于巴库以南45公里处的桑加查尔码头输送到土耳其和欧洲。它们穿过三个国家的边界：阿塞拜疆、格鲁吉亚和土耳其。SOCAR在这两条管道中的份额分别为25%和16.7%。此外，SOCAR是跨安纳托利亚天然气管道（TANAP）的主要股东，拥有58%股份；在跨亚得里亚海管道（TAP）中拥有20%股份。这些管道旨在输送从沙赫德尼兹气田第二阶段生产的大约160亿立方米的天然气，其中100亿立方米输送到欧洲，60亿立方米输送到土耳其 。TAP被认为是俄罗斯南溪管道的竞争对手，因此对欧洲天然气供应的多样化意义重大。
该公司在储油量相对较低的巴库-苏普萨管道和巴库-新罗西斯克管道中拥有股份。巴库-新罗西斯克管道的阿塞拜疆部分由SOCAR运营，而巴库-苏普萨管道的运营商则是英国石油。此外，SOCAR在阿塞拜疆经营杜本迪石油码头（‎），在格鲁吉亚经营库列维石油码头（‎）。

### 提炼作业
SOCAR有两个炼油厂和一个天然气加工厂。阿泽涅夫特雅格炼油厂（Azerneftyagh Oil Refinery）专门生产燃料和油品，生产汽油、煤油和柴油馏分，各种油品（工业、马达、变压器等）和沥青。那里生产的所有燃料蒸馏物都被送往盖达尔·阿利耶夫巴库炼油厂（Heydar Aliyev Baku Oil Refinery）进行再蒸馏。该炼油厂加工阿塞拜疆24种等级的原油中的21种。它满足了阿塞拜疆对石油产品的全部需求，并出口了45%的石油产品。SOCAR天然气加工厂生产加工天然气、液化气和天然汽油等。2010年，该厂生产了40亿立方米的加工天然气、24800吨的液化气和26700吨的天然汽油。2015年，SOCAR宣布将阿泽涅夫特雅格炼油厂并入巴库的盖达尔·阿利耶夫巴库炼油厂，并在2018年完工。

### 加油站

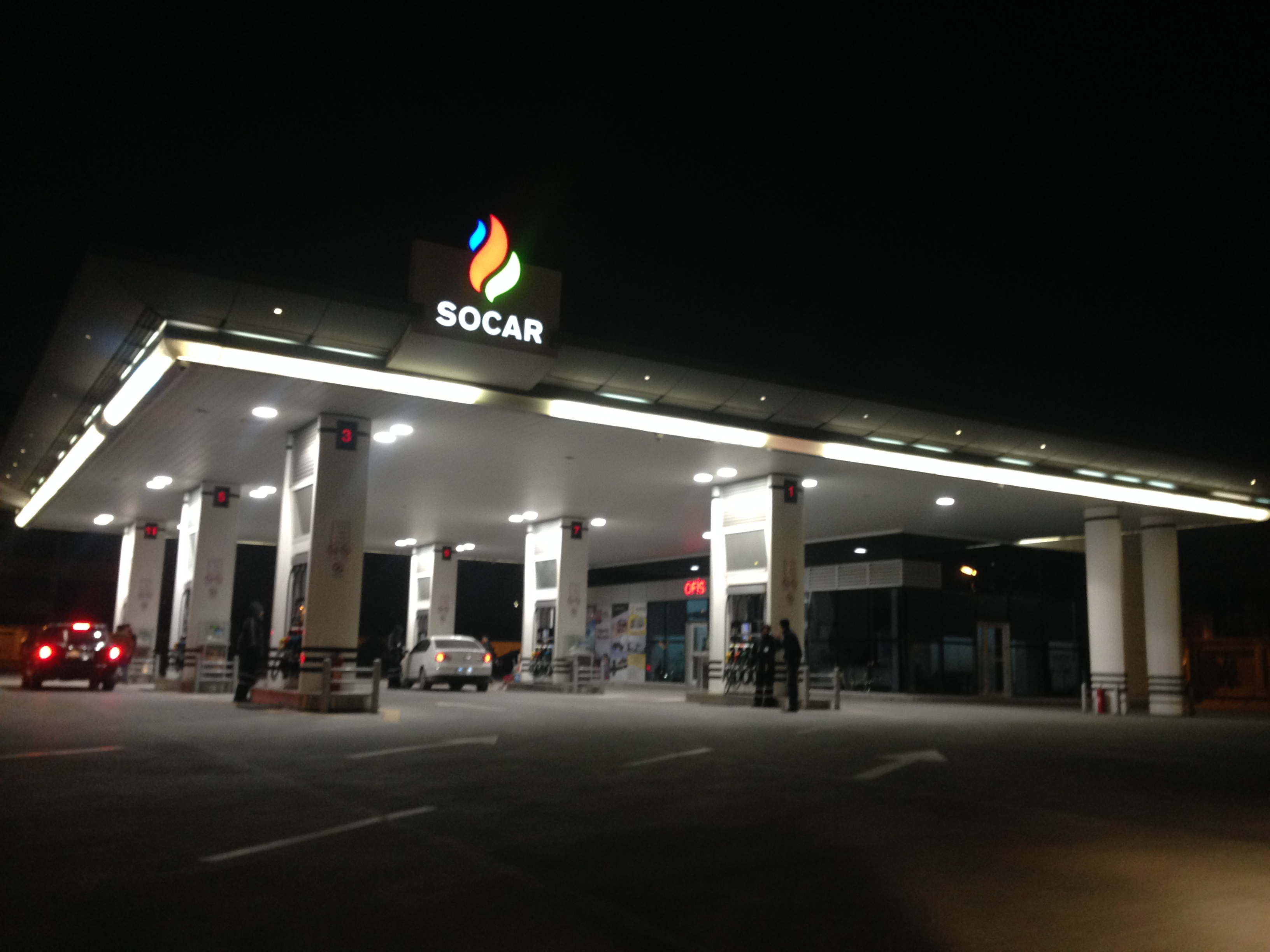
位于阿塞拜疆巴库巴贝克大道的SOCAR加油站

2008年，首家以SOCAR为品牌的加油站创建于邻国格鲁吉亚，该加油站由SOCAR格鲁吉亚石油公司的子公司经营。截至2014年，格鲁吉亚目前有超过110家加油站，它成为SOCAR最大的零售加油站网络。在阿塞拜疆国内，该公司自2010年起以SOCAR品牌经营少数加油站，它是继阿兹佩特罗和卢克石油之后的阿塞拜疆第三大零售站网络。2011年，SOCAR在乌克兰开设首家加油站。至2014年10月，SOCAR在乌克兰的加油站数量也已达到40家。
2011年，该公司拓宽业务至罗马尼亚。它首先收购了罗马石油（Romtranspetrol）90%的股份，不久又收购了剩余的10%。2014年9月，SOCAR开设了它在罗马尼亚的第30家加油站。
2011年11月，SOCAR收购了埃克森美孚的瑞士子公司Esso Schweiz，但收购金额尚未披露。这项协议凸显了其扩展的雄心：随着收购进程前移，SOCAR成为瑞士160多家以埃索品牌运营的加油站网络的所有者。经过品牌重塑后，2012年9月，SOCAR在瑞士的首家高端加油站在苏黎世开业。该网络的瑞士所有业务均由SOCAR瑞士分公司负责管理。

### 其他
2007年12月，SOCAR贸易公司成立，成为SOCAR的营销部门；总部设于日内瓦。SOCAR贸易公司提供超低硫柴油、液化石油气，并销售SOCAR从杰汉出口的原油。公司从事第三方原油和石油产品的交易，并协助SOCAR从事物流、下游和销售方面的国际投资。除在营销和销售领域的活动，SOCAR贸易公司还协助SOCAR扩大集团资产与业务。
阿塞里加兹生产联盟（Azerigaz Production Union）旨在负责阿塞拜疆共和国境内从事天然气的运输、分配和销售。该联盟还确保将SOCAR生产的天然气运输到伊朗伊斯兰共和国、格鲁吉亚和俄罗斯联邦。
2011年5月10日，巴库船厂有限责任公司成立。该公司的主要投资方为SOCAR（65%）、阿塞拜疆投资公司（25%）和吉宝海上海洋工程公司（10%），该公司具备里海最现代化的造船和修船设施。
2011年10月19日，在土耳其伊兹密尔举行了明星炼油厂（Star Oil Refinery）的开幕仪式，伊利哈姆·阿利耶夫和雷杰普·塔伊普·埃尔多安出席仪式。自项目开始以来，阿塞拜疆国家石油基金已经拨款13.928亿美元用于资助阿塞拜疆实施明星炼油厂项目。

## 办公地

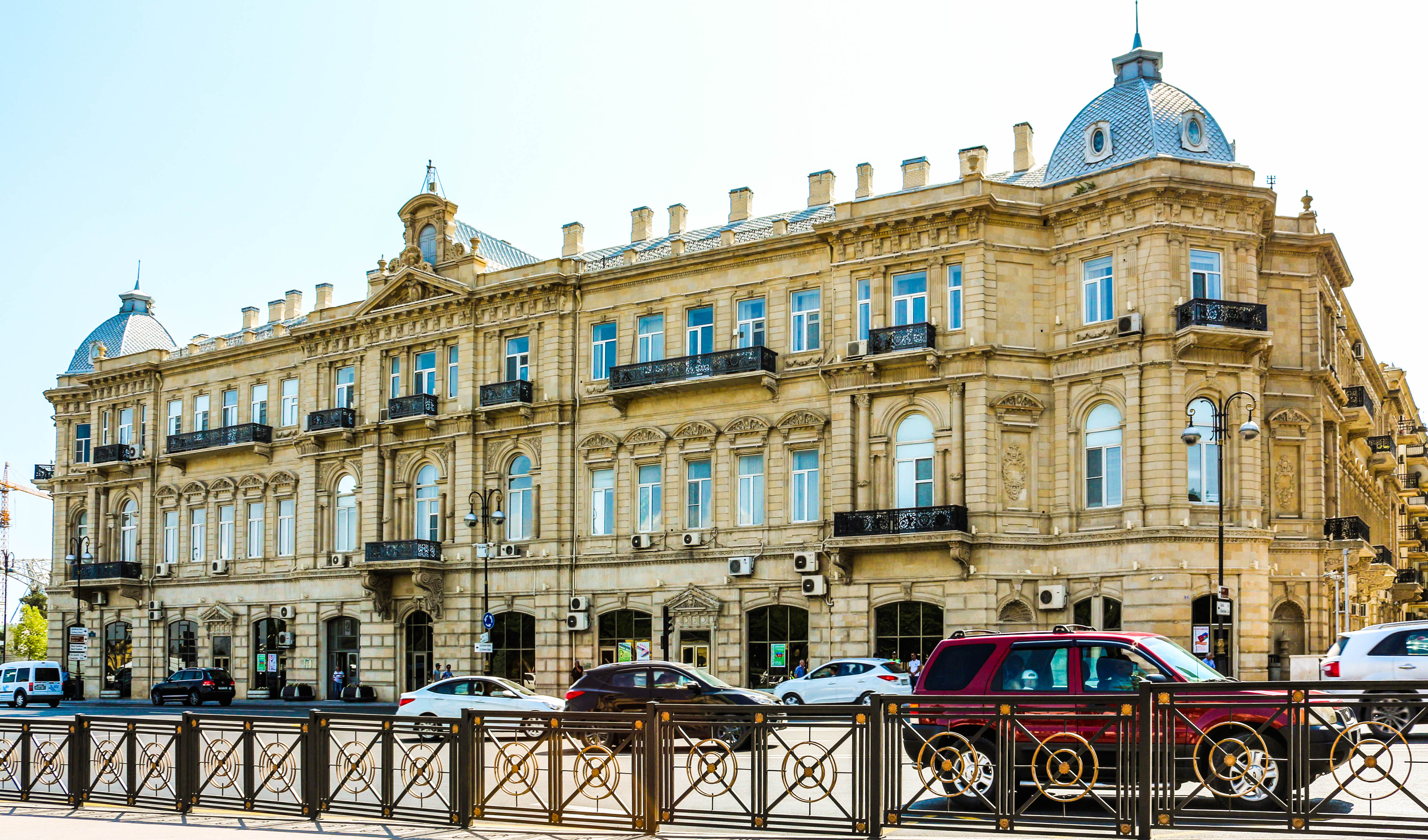
SOCAR此前的总部位于巴库市中心的Azneft广场

SOCAR的总部位于42层楼高的SOCAR大厦，该大厦自2010年开始建设、2016年底竣工。它是高加索地区最高的摩天大楼，高度为209米。除总部之外，SOCAR的办公室分布在阿塞拜疆各个城市角落。1994年，SOCAR的首个代表处在伦敦成立。现在，该公司在伦敦、法兰克福、日内瓦、维也纳、布加勒斯特、伊斯坦布尔、基辅、第比利斯、阿斯塔纳和德黑兰等地设有办事处。

## 事故
2013年8月17日，布拉德尼兹油田第90号平台发生天然气井喷事故，这最终导致自燃，火势直至10月24日才被扑灭。
2014年10月23日，在纳里马诺夫油田第441号平台的维修工作中，一座小车棚掉入海中，损坏天然气管道并引发火灾，有4名工人死亡、3名工人受伤。2014年，共有14名SOCAR的工人在石油和天然气平台事故中死亡。
2015年12月4日，由于一场风暴，油岩的部分生活区坠入海中，SOCAR的三名工人失踪。同日，古纳什利油田西段的10号平台发生火灾，7名工人死亡、23人失踪、33人获救并撤离。

## 赞助
自2012年以来，SOCAR一直试图避免美国针对伊朗的制裁，因为伊朗与公司有280亿美元的里海天然气项目合作。2013年5月28日、29日，SOCAR全额资助了在巴库举办的美国—阿塞拜疆能源会议，其中美国有10名国会议员和32名工作人员参加。公司利用两个设在美国休斯顿的非营利组织阿塞拜疆之友大会和美国-欧亚人绿松石委员会（the Turquoise Council of Americans and Eurasians）作为渠道进行组织安排，这两个协会均由凯末尔·奥祖兹管理。
2013年5月，欧足联宣布SOCAR是2016年欧洲足球锦标赛决赛的官方赞助商，并获得了与欧洲预选赛有关的权利，包括2014年到2017年的欧洲预选赛、2016年欧洲杯和2018年世界杯的资格赛。SOCAR还成为2016年欧洲17岁以下足球锦标赛的官方赞助商，该锦标赛在阿塞拜疆举行。
2014年9月，SOCAR签署了一项协议，成为2015年巴库欧洲运动会的官方合作伙伴。SOCAR也是阿塞拜疆足球联合会协会和阿塞拜疆尼菲治巴库足球俱乐部的赞助商。SOCAR成为在巴库举行的2019年一级方程式阿塞拜疆大奖赛的冠名赞助商和官方合作伙伴。